# Porcica

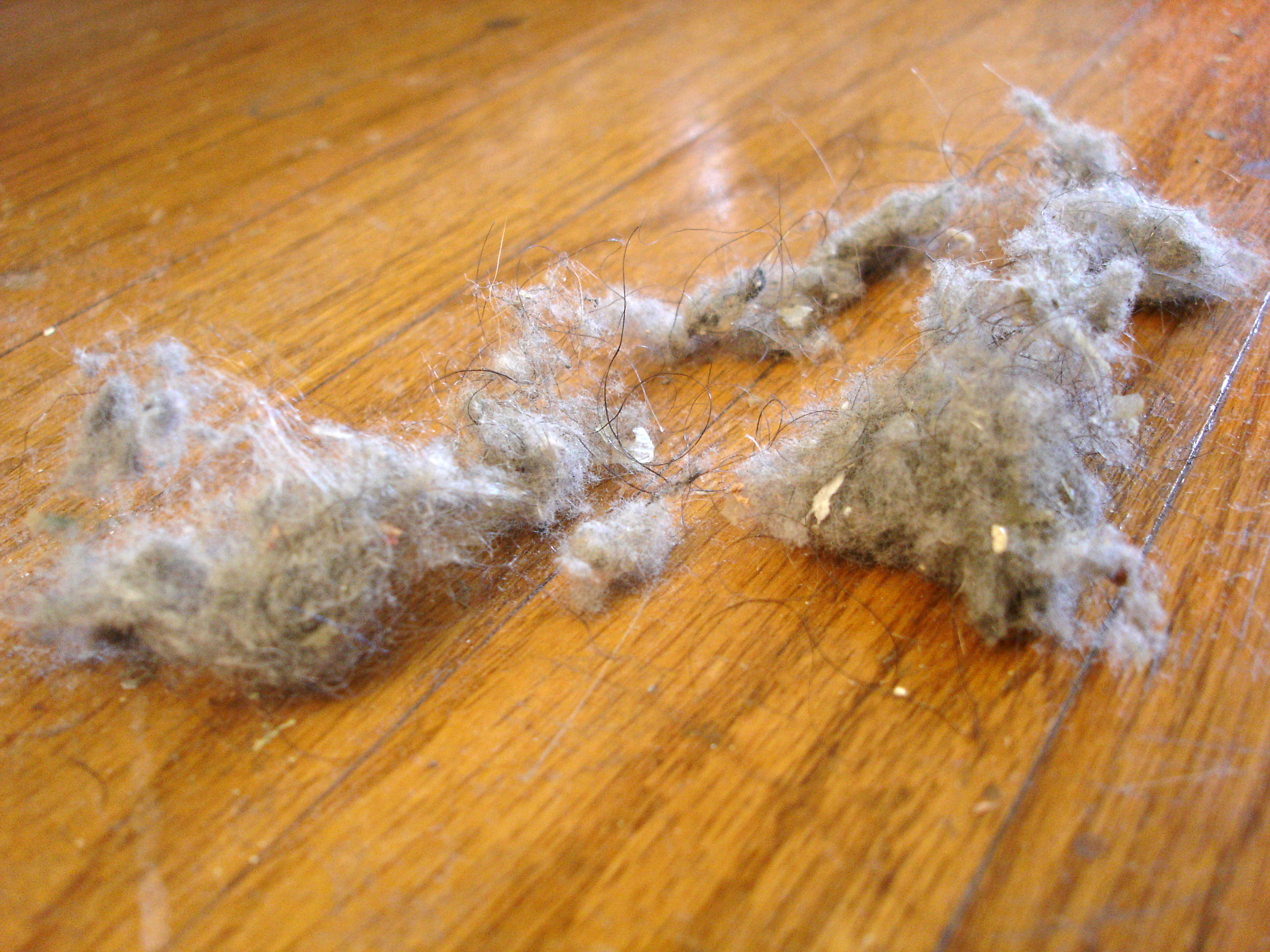
Porcica

A porcicák (vagy pormacskák) apró, piszokból összeálló testek, amelyek ritkán takarított helyeken, pl. sarkokban, bútorok alatt alakulnak ki. Általában porból, emberek vagy háziállatok elhullajtott szőrzetéből, pókhálókból, elhalt bőrdarabokból, illetve néha kisebb törmelékekből alakulnak ki, amiket sztatikus elektromosság tart össze (vagy nemezszerűen állnak össze). Gyakran szolgálnak élőhelyül poratkáknak vagy más élősködőknek. A pormacskák általában egy nagyobb darab hulladék köré szoktak formálódni.
Az Arizonai Egyetemen kutatásokat végeztek annak érdekében, hogy felderítsék, mennyi szennyezőanyag és por jut be egy átlagos nagyságú lakásba és ott milyen átalakuláson megy keresztül. A vizsgálatok azt igazolták, hogy a kosz és a por nagy része az ablakon száll be a levegővel együtt és nem az emberek hordják be a cipőjükkel. 
A beszálló levegő különböző, akár mérgező anyagokat is tartalmazhat, mint például a talajból származó föld és homokszemeket vagy vegyi anyagok apró részecskéit, amelyek a talajban megtapadnak. A bonyolult számítógépes szimuláció során a por viselkedését modellezték aszerint, hogy milyen környezetben terjed és áramlik. Így a lakás elhelyezkedését, a lakók számát, életstílusukat is vizsgálták felhasználva az amerikai környezetvédelmi ügynökség adatait.
A szimuláció tanulságait az Environmental Science & Technology című szaklapban taglalták a tudósok, és ez a kutatás megmutatta, hogyan is gyűlnek össze a szennyező anyagok a mindenki által már jól ismert porcicákká. Ez a munka és eredményei vélhetőleg segítenek majd abban, hogy higiénikusabb munkahelyeket és otthonokat alakíthassanak ki és azt is pontosan meghatározhatják ezáltal, hogy milyen gyakran kell takarítani egy adott helységet, vagy épületet.
A pormacskák károsak lehetnek elektromos eszközökre, mivel képesek eltömíteni a szellőzőnyílásokat, ezzel növelve a szerkezetek hőmérsékletét, megrövidítve élettartamukat.
A pormacskák szerkezetét csillagászok is tanulmányozták, mivel ez közelebb vihet a kisbolygók kialakulásának megértéséhez.